# Valle de Manzanedo
Valle de Manzanedo község Spanyolországban, Burgos tartományban. Valle de Manzanedo Villarcayo de Merindad de Castilla la Vieja, Merindad de Valdivielso, Los Altos, Valle de Zamanzas, Alfoz de Bricia, Valle de Valdebezana és Merindad de Valdeporres községekkel határos. Lakosainak száma 115 fő (2024).

## Népesség
A település népessége az utóbbi években az alábbiak szerint változott:
| Lakosok száma | 130  | 136  | 134  | 131  | 168  | 128  | 124  | 120  | 132  | 115  |
|               | 2001 | 2004 | 2006 | 2009 | 2011 | 2014 | 2016 | 2019 | 2021 | 2024 |